# Susk Stary
Susk Stary – wieś w Polsce położona w województwie mazowieckim, w powiecie ostrołęckim, w gminie Rzekuń.
Dawniej folwark Susk.
Wierni kościoła rzymskokatolickiego należą do parafii Najświętszego Serca Pana Jezusa w Rzekuniu.

## Historia
Wieś założona pod koniec XIV w. przez miecznika brzeskokujawskiego Jana z Zakrzewa. Następnie w posiadaniu jego brata Chebdy (wzmianki 1408, 1425, 1442), protoplasty rodu Suskich (Chebda-Suskich) herbu Pomian. Własnością Suskich wieś pozostawała do drugiej połowy XVIII w., kiedy to około 1770 r. przejął ją po sędzim ziemskim zambrowskim Mikołaju Zenonie Suskim, poseł ziemi łomżyńskiej i podstoli łomżyński Antoni Bukowski z żoną Teresą z Krajewskich. W 1774 r. właścicielem Suska był bratanek Antoniego, szambelan królewski Mikołaj Bukowski z żoną Konstancją z Pudłowskich, a po nich syn Antoni z żoną Anną z Glinków starościanką makowską. Po 1840 r. majątek przeszedł w ręce bratanka Anny, Mikołaja Glinki, właściciela Szczawina.
Wieś szlachecka Susko Stare położona była w drugiej połowie XVI wieku w powiecie ostrołęckim ziemi łomżyńskiej. 
W 1890 r. Mikołaj wydzielił ze swojego majątku Stary Susk dając go powracającemu ze studiów w Paryżu synowi Władysławowi, który uczynił z Suska przodujący w regionie majątek. Osuszał i drenował okolicę. Prowadził, uznawaną za najlepszą w kraju, oborę zarodową szwyców (szwajcarska rasa brunatnych krów górskich) reprezentowaną na wystawach w Warszawie, Kijowie, Moskwie i Petersburgu. W 1904 r. założył jako jedno z pierwszych na terenach zaboru rosyjskiego kółko rolnicze. W 1919 r. przekazał majątek synowi Janowi, w którego władaniu Susk pozostał do 1931 r., gdy przejęło go w związku z długami rodziny Towarzystwo Kredytowe Ziemskie. Od Towarzystwa posiadłość dzierżawiła początkowo rodzina Skłodowskich, a w 1935 r. kupiła ją rodzina Kiborttów.
Według Powszechnego Spisu Ludności z 1921 roku zamieszkiwało folwark – 178 osób w 6 budynkach mieszkalnych
Miejscowość należała do parafii rzymskokatolickiej w m. Rzekuń. Podlegała pod Sąd Grodzki w Ostrołęce i Okręgowy w Łomży; właściwy urząd pocztowy Ostrołęka 2 (stacja kolejowa).
W wyniku napaści ZSRR na Polskę we wrześniu 1939 miejscowość znalazła się pod okupacją sowiecką. Od czerwca 1941 roku pod okupacją niemiecką. Od 22 lipca 1941 do 1945 włączona w skład Landkreis Scharfenwiese Regierungsbezirk Zichenau (rejencji ciechanowskiej) III Rzeszy.
W Polsce Ludowej majątek (ówcześnie ok. 110 ha) został rozparcelowany.
W latach 1975–1998 miejscowość administracyjnie należała do województwa ostrołęckiego.

## Zabytki
We wsi znajduje się dwór wzniesiony ok. 1770 r. dla Antoniego Bukowskiego. Przebudowany gruntownie w „stylu dworkowym” w latach 1925–1926 przez Jana Glinkę prawdopodobnie według projektu Jana Macury. W latach 50. XX w. przebudowany na mieszkania dla pracowników POM i zasiedlony, ulegał powolnej dewastacji. Na początku XXI w. sprzedany wraz z pozostałościami parku osobom prywatnym.
Dwór, zwrócony frontem ku południowi jest murowany z cegły, tynkowany, boniowany na narożach. Podpiwniczony, parterowy z mieszkalnym poddaszem. Podczas przebudowy w 1925 r. dostawiono dwa skrzydła pod kątem prostym od tyłu co utworzyło dziedzińczyk otoczony podcieniem wspartym na kolumnach. Wewnątrz układ dwutraktowy, symetryczny, z sienią na osi. Od frontu wgłębny portyk, nad którym znajduje się trójkątny szczyt z okulusem, a nad nim kartusz z herbem Glinków Trzaska. Dachy dwuspadowe.
Dwór znajduje się w pozostałościach parku założonego prawdopodobnie pod koniec XVIII w. Pozostałością pierwotnego założenia jest aleja dojazdowa obsadzona grabami. Około 1900 r. park przekomponowany został przez Władysława Glinkę według projektu Stefana Celichowskiego i ponownie w 1925 r. przez ostatniego właściciela z Glinków, według projektu Stefana Rogowicza. W PRL, podobnie jak dwór, uległ dewastacji.